# 保平街道
保平街道，是中华人民共和国吉林省白城市洮北区下辖的一个乡镇级行政单位。

## 行政区划
保平街道下辖以下地区：
经纬社区、阳光社区、果树场社区和保平社区。